# Nijni Burgaltai
Nijni Burgaltai (en rus: Нижний Бургалтай) és un poble de la República de Buriàtia, a Rússia, segons el cens del 2020 tenia 611 habitants.